# Kurdo
Kurdo Jalal Omar Abdel Kader, noto semplicemente come Kurdo (Sulaymaniyya, 30 novembre 1988), è un rapper tedesco di origine curdo-irachena.

## Biografia
Kurdo Jalal Omar Abdel Kader nasce a Sulaymaniyya, nel Kurdistan iracheno, e arriva in Germania a otto anni come rifugiato, stabilendosi a Heidelberg.

## Carriera
Pubblica le sue prime canzoni su YouTube nel 2011, ottenendo un'accoglienza positiva, riuscendo a firmare, insieme ad Haftbefehl, per l'etichetta Azzlackz. Pochi mesi dopo, sotto l'etichetta Beefhaus, pubblica il suo primo mixtape, 11ta Stock Sound, che raggiunge il quarto posto nella classifica degli esordienti. Il 10 gennaio 2014 esce il suo primo album in studio, dal titolo Slum Dog Millionaer, che vede la partecipazione di Eko Fresh, KC Rebell, Niqo Nuevo, Mosh36, Nazar e Kontra K come artisti ospiti. L'album raggiunge il sesto posto nella classifica nazionale.
Successivamente fonda una sua etichetta, Almaz Musiq, con la quale pubblica l'album Almaz qualche mese dopo, che si posiziona al primo posto nella classifica musicale svizzera. Anche i seguenti album, Verbrecher aus der Wüste del 2016, Vision e Blanco del 2017 (quest'ultimo in collaborazione con Majoe) e Miserabel del 2022, ottengono tutti dei piazzamenti in classifica in Germania, Austria, e Svizzera. Il suo settimo album, Kristall, viene reso disponibile il 12 gennaio 2024, e presenta collaborazioni con Jamal, RAF Camora, Capo, Ahmad Amin e Dardan.

## Discografia

### Album in studio
- 2014 – Slum Dog Millionaer
- 2015 – Almaz
- 2016 – Verbrecher aus der Wüste
- 2017 – Vision
- 2017 – Blanco (con Majoe)
- 2022 – Miserabel
- 2024 – Kristall

### Mixtape
- 2012 – 11ta Stock Sound
- 2019 – 11ta Stock Sound 2

### EP
- 2020 – Lé Hayat